# Comuna Buțînivka, Razdelna
Buțînivka (în ucraineană Буцинівка) este o comună în raionul Razdelna, regiunea Odesa, Ucraina, formată din satele Buțînivka (reședința), Karpivka, Kuzmenka, Miliardivka și Novodmîtrivka.

## Demografie
Componența lingvistică a comunei Buțînivka
     Ucraineană (84,41%)
     Română (7,56%)
     Rusă (4,93%)
     Alte limbi (0,8%)
Conform recensământului din 2001, majoritatea populației comunei Buțînivka era vorbitoare de ucraineană (84,41%), existând în minoritate și vorbitori de română (7,56%), rusă (4,93%) și armeană (2,07%).